# Laurence Olivier Award for Outstanding Achievement in a Musical
Der Laurence Olivier Award for Outstanding Achievement in a Musical (deutsch: Laurence Olivier Auszeichnung für herausragende Leistungen in einem Musical) war ein britischer Theater- und Musicalpreis, der von 1981 bis 1984 vergeben wurde.

## Geschichte und Hintergrund
Die Laurence Olivier Awards werden seit 1976 jährlich in zahlreichen Kategorien von der Society of London Theatrevergeben. Sie gelten als höchste Auszeichnung im britischen Theater und sind vergleichbar mit den Tony Awards am amerikanischen Broadway. Ausgezeichnet werden herausragende Darsteller und Produktionen einer Theatersaison, die im Londoner West End zu sehen waren. Die Nominierten und Gewinner der Laurence Olivier Awards „werden jedes Jahr von einer Gruppe angesehener Theaterfachleute, Theaterkoryphäen und Mitgliedern des Publikums ausgewählt, die wegen ihrer Leidenschaft für das Londoner Theater“ bekannt sind. Einer der Auszeichnungen war der Laurence Olivier Award for Outstanding Achievement in a Musical. Der Preis wurde 1981 eingeführt und letztmals 1984 vergeben.

## Gewinner und Nominierte
Die Übersicht der Gewinner und Nominierten listet die nominierten Empfänger und Produktionen. Der Gewinner eines Jahres ist grau unterlegt und fett angezeigt.

### 1981–1984
| Jahr           | Empfänger                      | Produktion                     | Beitrag                        |
| 1981           |                                |                                |                                |
| -------------- | ------------------------------ | ------------------------------ | ------------------------------ |
| 1981           | Gillian Lynne                  | Cats                           | Choreographie                  |
| 1981           | Vernel Bagneris                | One Mo' Time                   | Drehbuch und Regie             |
| 1981           | Joe Layton                     | Barnum                         | Inszenierung                   |
| 1981           | —                              | The Mitford Girls              | Stil und Design                |
| 1982           |                                |                                |                                |
| —              | Guys and Dolls                 | —                              |                                |
| —              | The Pirates of Penzance        | —                              |                                |
| —              | Song and Dance                 | —                              |                                |
| —              | The Beggar's Opera             | —                              |                                |
| 1983           | Keine Vergabe der Auszeichnung | Keine Vergabe der Auszeichnung | Keine Vergabe der Auszeichnung |
| 1984           |                                |                                |                                |
| Ned Sherrin    | The Ratepayers' Iolanthe       | Konzeption der Show            |                                |
| Howard Goodall | The Hired Man                  | Musik                          |                                |
| John Napier    | Starlight Express              | Show Design                    |                                |
| Trevor Nunn    | Starlight Express              | Gesamtwirkung der Produktion   |                                |